# Terrans
Pour les articles homonymes, voir Terrans (homonymie).
Terrans est une ancienne commune de Saône-et-Loire, intégrée depuis 1973 dans la commune de Pierre-de-Bresse. Le bourg de Terrans, que l'on traverse par la départementale 73, situé entre Pierre de Bresse et Charette-Varennes.

## Géographie
L'habitat de la commune est dispersé, dit « semi-groupé », ce qui est bien la caractéristique de l'habitat local. L'ancienne commune compte de nombreuses fermes bressanes disséminées sur son territoire ainsi que de nombreux hameaux. La commune se trouve à la limite entre deux appellations géographiques locales. Elle est à l'extrême nord de la Bresse louhannaise, plateau légèrement vallonné, constitué de terres arables et humides, de prairies, de bois et de nombreux étangs (alt 210 moyenne). Au pied du bourg côté nord se trouve le finage, sans aucune occupation humaine locale, c'est une plaine densément cultivée, mais aussi utilisée en prairies car elles sont inondables (alt 190 moyenne). il s'agit de la basse vallée alluvionnaire du Doubs à quelques kilomètres de Terrans. Le climat dit semi-continental est plutôt agréable, les saisons sont plutôt marquées. Les températures s'élevant jusqu'à 30 voire 35 °C, et descendant jusqu'à -10, 15 °C, aux extrêmes en moyenne sur le fil des années.
Distance par rapport à : Louhans : 34,7 km ; Chalon-sur-Saône : 37 km ; Dole : 38,5 km ; Lons-le-Saunier : 39,3 km ; Dijon : 59,1 km ; Lyon : 164 km.

### Limite de l'ancienne commune

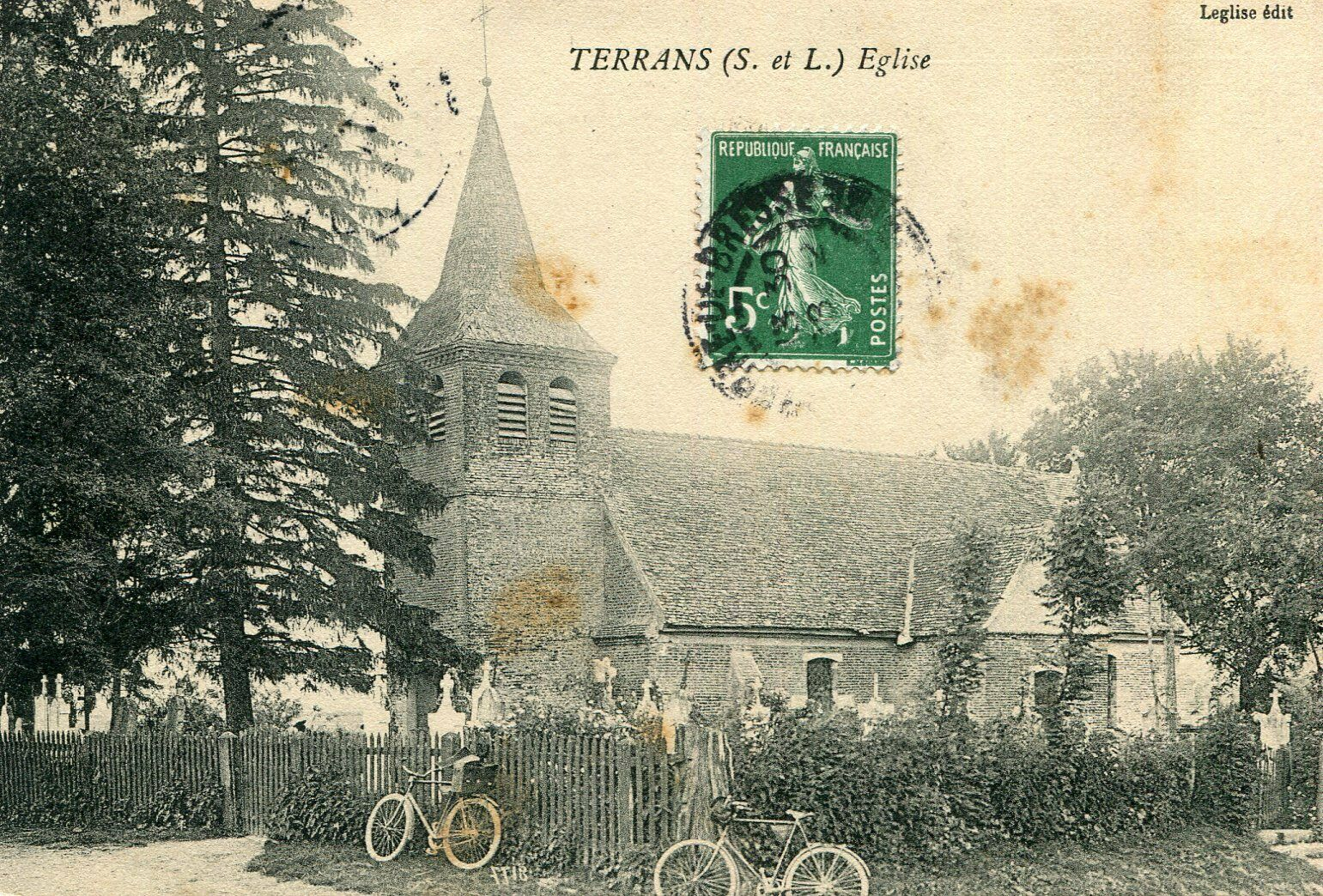
Église de Terrans, année 1900.

Avant sa fusion, la commune de Terrans était associée à un territoire dont la superficie correspond aujourd'hui à environ le tiers ouest de la commune actuelle de Pierre-de-Bresse. Les ruisseaux des Tenaudins et de la Charetelle servaient, par endroits, de frontière. L'ancienne commune s'est vidée de plus de la moitié de ses habitants en l'espace de 100 ans.
Cette ancienne carte postale datant d'avant la Première Guerre mondiale nous donne un aperçu de la place du village quand elle était arborée ... et sans monument aux morts.

## Histoire

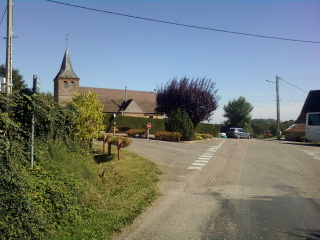
Église.

La naissance du village de Terrans remonte au Moyen Âge, à l'édification du château médiéval des Seigneurs de Terrans. Il se situait au bord d'axes de circulation plutôt importants. La commune qui disposait d'une mairie et d'une école est annexée à Pierre de Bresse en 1973. 

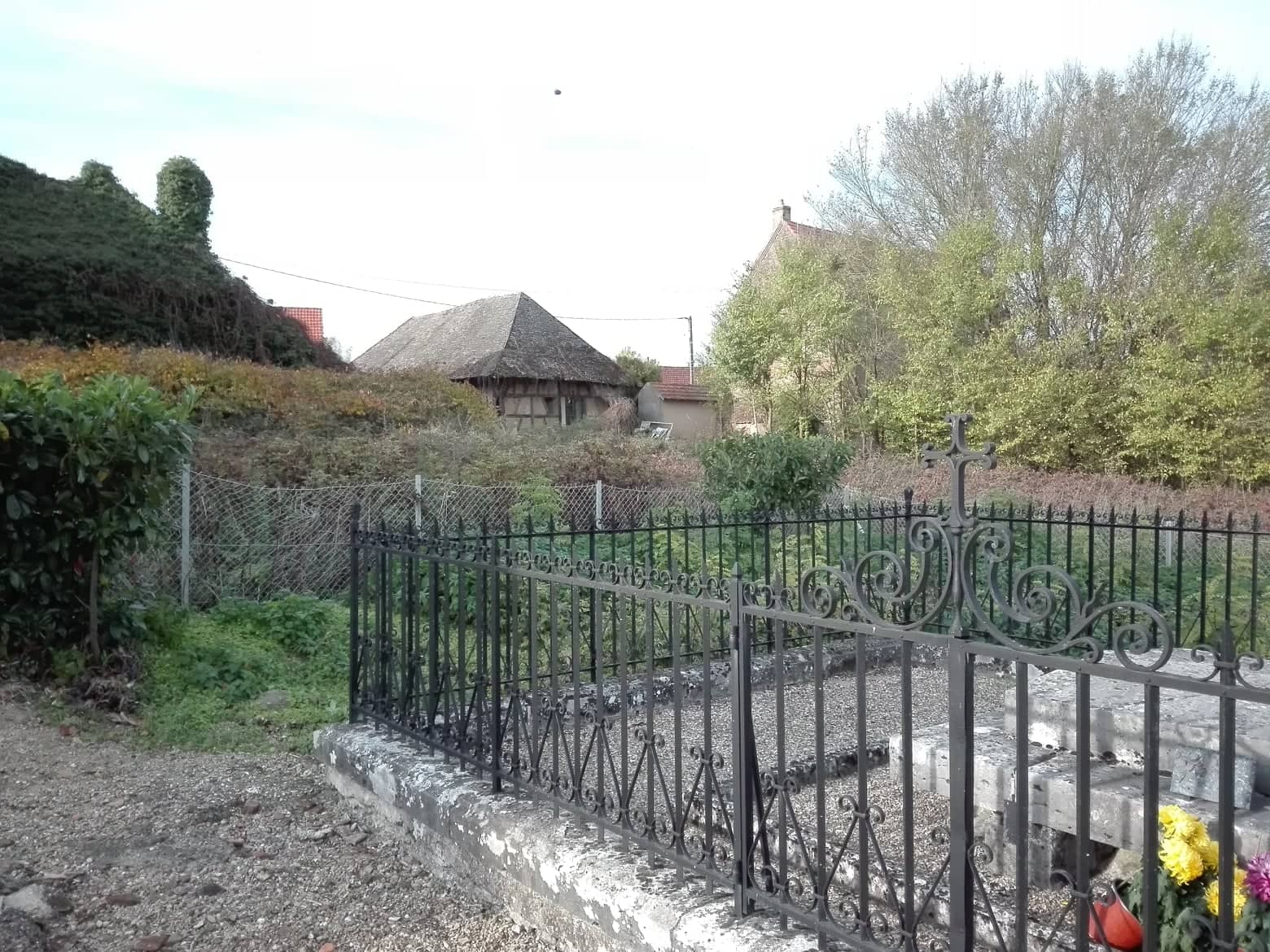
Au premier plan : caveau des De Truchis de Terrans, propriétaire des bâtiments de la paroisse aujourd'hui délaissée.

L'école fermée en 1981 ne comptait plus qu'une dizaine d'élèves ; la mairie annexe où l'on pouvait voter et où un secrétariat était ouvert un jour par semaine est fermée dans les années 1990.

## Population et société

### Démographie
L'ancienne commune de Terrans compterait aujourd'hui 200 habitants environ. La commune qui comme beaucoup d'autres en milieu rural, à beaucoup souffert de l'exode rural lié à la mécanisation et l'industrialisation, et comptait 230 habitants en 1936 alors qu'elle en comptait plus du double un siècle plus tôt

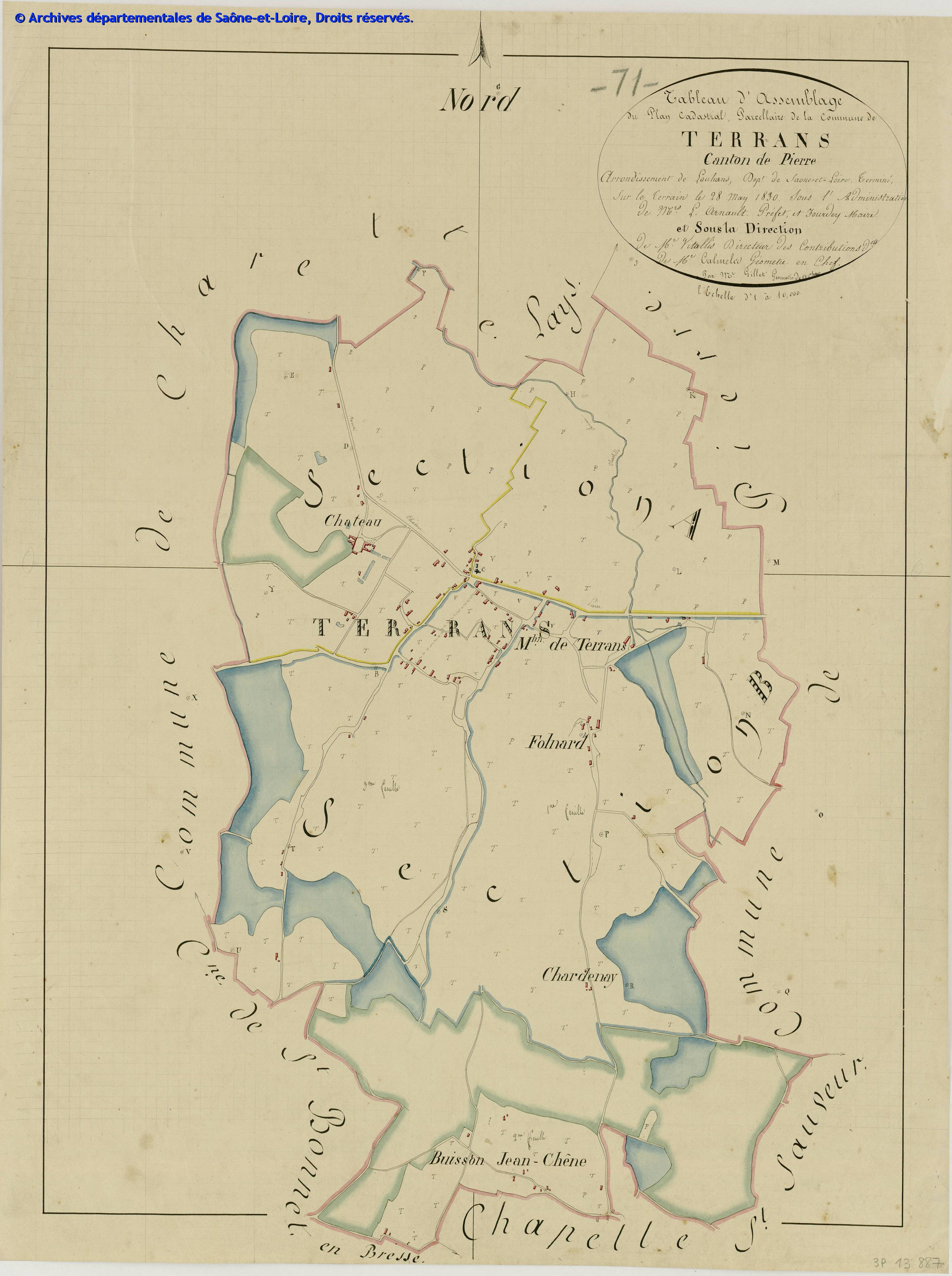
Cadastre de la commune de Terrans (XIXe siècle).

,.
| 1793 | 1800 | 1806 | 1821 | 1831 | 1836 | 1841 | 1846 | 1851 |
| ---- | ---- | ---- | ---- | ---- | ---- | ---- | ---- | ---- |
| 345  | 399  | 420  | 423  | 467  | 500  | 529  | 536  | 476  |

| 1856 | 1861 | 1866 | 1872 | 1876 | 1881 | 1886 | 1891 | 1896 |
| ---- | ---- | ---- | ---- | ---- | ---- | ---- | ---- | ---- |
| 487  | 457  | 462  | 451  | 448  | 427  | 418  | 429  | 388  |

| 1901 | 1906 | 1911 | 1921 | 1926 | 1931 | 1936 | 1946 | 1954 |
| ---- | ---- | ---- | ---- | ---- | ---- | ---- | ---- | ---- |
| 406  | 397  | 364  | 301  | 289  | 244  | 233  | 226  | 232  |

| 1962 | 1968 | - | - | - | - | - | - | - |
| ---- | ---- | - | - | - | - | - | - | - |
| 222  | 186  | - | - | - | - | - | - | - |

## Services
Le village n'a plus d'école, mais les élèves de Terrans bénéficient de ramassage scolaire les emmenant aux écoles primaires élémentaires et maternelles, ainsi qu'au collège à Pierre-de-Bresse (chef lieu de canton auquel le bourg s'est rattaché en 1973). Terrans est desservi par la ligne 16 Pierre-de-Bresse-Chalon, du réseau Buscéphale.

## Culture locale et patrimoine

### Lieux et monuments
Sont à voir à Terrans :
- l'église Saint-Léger, qui abrite notamment une peinture murale de l'artiste Michel Bouillot (1929-2007) réalisée sur le thème de la Crucifixion et de la Résurrection (vers 1960)[7] ;
- le château de Terrans, classé au titre des Monuments historiques. Tel qu'il se présente de nos jours, il a été construit en 1765 (propriétaire : Guillaume de Truchis, comte de Serville, chevalier de l'ordre militaire de Saint-Louis, lieutenant pour le roi de la ville de Chalon-sur-Saône). Le château est, aujourd'hui encore, la propriété de la famille de Truchis, et ne se visite pas.

### Personnalités liées à la localité
Parmi les personnalités attachées à l'histoire de Terrans figure :
- Henri Dorey (1907-1967), homme politique français, né à Terrans.